# Gish Bar Patera
La Gish Bar Patera è una struttura geologica della superficie di Io.